# Ngargorejo
Ngargorejo is een bestuurslaag in het regentschap Boyolali van de provincie Midden-Java, Indonesië. Ngargorejo telt 2885 inwoners (volkstelling 2010).